# Кривохижин, Георгий Петрович
Гео́ргий Петро́вич Кривохи́жин (1903—1943) — подполковник Рабоче-крестьянской Красной Армии, участник Великой Отечественной войны, Герой Советского Союза (1943).

## Биография
Георгий Кривохижин родился 24 апреля 1903 года в посёлке Иващенково (ныне — город Чапаевск в Самарской области). В 1918 году добровольно пошёл на службу в Рабоче-крестьянскую Красную Армию. Участвовал в боях Гражданской войны. В 1924 году Кривохижин окончил артиллерийскую школу, в 1930 году — Саратовскую школу командного состава запаса. В том же году он был уволен в запас. После окончания социально-экономического института работал учителем. В 1940 году Кривохижин повторно был призван в армию. Участвовал в боях советско-финской войны. С 1941 года — на фронтах Великой Отечественной войны.
К сентябрю 1943 года подполковник Георгий Кривохижин командовал 449-м истребительно-противотанкового артиллерийского полка 2-й истребительно-противотанковой артиллерийской бригады 60-й армии Центрального фронта. Отличился во время битвы за Днепр. 27 сентября 1943 года Кривохижин успешно переправил свой полк вместе со стрелковым батальоном, благодаря чему тот успешно захватил плацдарм на западном берегу Днепра к северу от Киева. 30 сентября 1943 года, когда немецкие войска предприняли очередную контратаку в районе села Страхолесье Чернобыльского района Киевской области Украинской ССР, Кривохижин организовал круговую оборону и лично участвовал в рукопашной схватке. В том бою он погиб. Похоронен в братской могиле в селе Карпиловка Козелецкого района Черниговской области Украины.
Указом Президиума Верховного Совета СССР от 17 октября 1943 года за «мужество и героизм, проявленные при форсировании Днепра и удержании плацдарма на его правом берегу» подполковник Георгий Кривохижин посмертно был удостоен высокого звания Героя Советского Союза. Также был награждён орденами Ленина, Красного Знамени и Красной Звезды, а также медалью.